# Cyberpunk: Edgerunners
Cyberpunk: Edgerunners (japanisch サイバーパンク エッジランナーズ) ist eine animierte Webserie. Sie spielt in der Welt des Open-World-Action-Rollenspiels Cyberpunk 2077 und entstand aus der Kooperation des polnischen Entwicklerstudios CD Projekt Red mit dem japanischen Animationsstudio Trigger. Die Veröffentlichung der insgesamt 10 Episoden erfolgte am 13. September 2022 in mehreren Sprachen auf dem Streamingportal Netflix.

## Handlung
In der fiktiven Welt der Metropole Night City im Jahr 2076 besucht David die Arasaka Academy, eine renommierte Akademie, die meist gut betuchten Personen vorbehalten ist. Trotz seines Lebens in ärmlichen Verhältnissen schafft es David mit Hilfe seiner Mutter an die Akademie, wo er mit guten Leistungen überzeugt. In der kapitalistischen Welt bleibt er dennoch nicht lange dort und stürzt ab. Er trifft auf Lucy, über die er Eingang in eine Gruppe von Söldnern unter der Leitung von Maine findet. Er beteiligt sich an den kriminellen Machenschaften und den mannigfaltigen Möglichkeiten von Night City, wozu auch eine zunehmende Modifizierung des eigenen Körpers gehört. Die Gruppe gerät jedoch zusehends zwischen die Fronten zweier Megacorps.

## Produktion
| Figur          | Originalsprecher  | Deutscher Sprecher        |
| -------------- | ----------------- | ------------------------- |
| David Martinez | Ken'ichirō Ōhashi | Constantin von Jascheroff |
| Dorio          | Michiko Kaiden    | Anja Stadlober            |
| Falco          | Yasuyuki Kase     | Martin Kautz              |
| Faraday        | Kazuhiko Inoue    | Bernd Egger               |
| Kiwi           | Takako Honda      | Anne Helm                 |
| Lucy           | Aoi Yūki          | Gabrielle Pietermann      |
| Maine          | Hiroki Tōchi      | Torben Liebrecht          |
| Pilar          | Wataru Takagi     | Michael Iwannek           |
| Rebecca        | Tomoyo Kurosawa   | Laura Oettel              |
| Ripperdoc      | Kenjiro Tsuda     | Simon Jäger               |

Cyberpunk: Edgerunners wurde am 25. Juni 2020 angekündigt. Die Serie spielt im gleichen Universum und der gleichen Stadt wie die Videospielvorlage Cyberpunk 2077 von CD Projekt Red, jedoch zu einer anderen Zeit, mit anderer Story und anderen Figuren. Regie führt Hiroyuki Imaishi, das Charakterdesign stammt von Yoh Yoshinari, beide Teil des Studios Trigger. Der Stil der Animation weist dabei Parallelen zu vorhergehenden Werken von Imaishi auf, wie Gurren Lagann oder Kill la Kill. Das Genre Cyberpunk steht im Vordergrund, aber auch die Genres Action und Gore werden bedient, weshalb entsprechende Altersbeschränkungen als Zielgruppe Erwachsene ausweisen.
Das Intro This Fffire ist eine von Rich Costey geschaffene Abwandlung des Songs This Fire der Band Franz Ferdinand, das Outro Let You Down stammt von Dawid Podsiadło. Für die Musik insgesamt verantwortlich zeichnet Akira Yamaoka. Die deutschsprachige Synchronisation entstand bei der Iyuno-SDI Group Germany GmbH aus Berlin nach den Dialogbüchern von Birte Baumgardt und Björn Schalla, die auch Dialogregie führten.

## Veröffentlichung
Die Staffel mit zehn Episoden wurde über Netflix am 13. September 2022 in diversen Sprachen veröffentlicht. Diese war als abgeschlossenes Projekt vorgesehen, eine Fortsetzung ist nicht geplant.
| Nr. | Titel           | Regie             | Drehbuch                        | Idee                                                 |
| --- | --------------- | ----------------- | ------------------------------- | ---------------------------------------------------- |
| 1   | Let You Down    | Yoshiyuki Kaneko  | Yoshiki Usa                     | Bartosz Sztybor, Jan Bartkowicz und Łukasz Ludkowski |
| 2   | Like A Boy      | Yūichi Shimodaira | Yoshiki Usa und Masahiko Ōtsuka | Bartosz Sztybor, Jan Bartkowicz und Łukasz Ludkowski |
| 3   | Smooth Criminal | Mai Ōwada         | Yoshiki Usa und Masahiko Ōtsuka | Bartosz Sztybor, Jan Bartkowicz und Łukasz Ludkowski |
| 4   | Lucky You       | Akira Furukawa    | Yoshiki Usa und Masahiko Ōtsuka | Bartosz Sztybor                                      |
| 5   | All Eyez On Me  | Kōdai Nakano      | Yoshiki Usa und Masahiko Ōtsuka | Bartosz Sztybor                                      |
| 6   | Girl on Fire    | Yoshiyuki Kaneko  | Yoshiki Usa und Masahiko Ōtsuka | Bartosz Sztybor, Jan Bartkowicz und Łukasz Ludkowski |
| 7   | Stronger        | Tomoyuki Munehiro | Masahiko Ōtsuka                 | Bartosz Sztybor, Jan Bartkowicz und Łukasz Ludkowski |
| 8   | Stay            | Yūichi Shimodaira | Masahiko Ōtsuka                 | Bartosz Sztybor, Jan Bartkowicz und Łukasz Ludkowski |
| 9   | Humanity        | Akira Furukawa    | Masahiko Ōtsuka                 | Bartosz Sztybor, Jan Bartkowicz und Łukasz Ludkowski |
| 10  | My Moon My Man  | Kōdai Nakano      | Masahiko Ōtsuka                 | Bartosz Sztybor, Jan Bartkowicz und Łukasz Ludkowski |

## Rezeption

### Kritik
Die Serie erhielt weitestgehend positive bis euphorische Kritiken, der US-amerikanische Aggregator Rotten Tomatoes erfasste keine einzige negative Kritik. Evan Valentine sieht in ihr eine gelungene Nachfolge vorhergehender Meilensteine des Genres, wie etwa Akira. Die Animation sei flüssig und kraftvoll, insgesamt sei es die beste Arbeit der Studios Trigger bisher. Sie ermögliche es, herausragende zukünftige Technologien als etwas profan Alltägliches einzubinden und somit Glaubwürdigkeit zu erzeugen. Elijah Gonzalez vom Paste Magazin lobt ebenfalls die Gesamtästhetik, die es schaffe, die gewaltvollen Darstellungen einzubinden, ohne dabei den Zuschauer zu betäuben. Gleichzeitig setze Cyberpunk: Edgerunners kontrastreich emotionale Punkte.
Auch das Charakterdesign wurde mehrfach gelobt. Brittany Vincent hebt im Decider, Ableger der New York Post, gerade die Nachvollziehbarkeit der Gefühle von David hervor. Auch Matt Kim hebt bei IGN die Darstellung von David sowie Lucy hervor, bedauert aber im Gegenzug, dass die Geschichte und Entwicklung der anderen Charaktere nicht genug im Fokus stehe. Dies gehe in der ausufernden Darstellung der Möglichkeiten von Night City teilweise verloren. Die Umgebung von Night City ist dabei der Vorlage in nahezu allen Aspekten treu. Spieler von Cyberpunk 2077 fänden Orte und Animationen sowie auch Sounds und sogar einige wenige Cameos wieder, wodurch das Gesamterlebnis noch verbessert würde. Gleichzeitig sei das Spiel aber nicht notwendig, um die Serie zu verstehen und zu mögen, meint Paul Tassi von Forbes.
Am häufigsten wird von Kritikern bemängelt, dass im Gegensatz zur mutigen und kontrastreichen Animation die Charaktere der Serie zu sehr im klassischen Bild bleiben, ohne neue Impulse zu setzen. Dies ermögliche zwar dem Zuschauer, schnell Sympathien zu den Protagonisten aufzubauen und deren Sichtweise zu verstehen, lässt aber wenig Raum für Neues und Überraschendes. Gonzalez attestiert zudem eine fatalistische Note, die jedoch glaubhaft wirke.
Der Soundtrack von Akira Yamaoka wurde als überragend gelobt. Er sei teils gewagt, harmoniere aber mit den graphischen sowie erzählerischen Strängen. Rick Marshall hob zudem das Intro This Fffire als denkwürdig hervor. Es setze direkt den richtigen Ton für die Serie.

### Auszeichnungen
Bei den Crunchyroll Anime Awards 2023 wurde die Serie als Animeserie des Jahres ausgezeichnet und in einer Vielzahl weiterer Kategorien nominiert. Zach Aguilar gewann dort als Sprecher von David den Preis für die beste englischsprachige Synchronisation. Bei den Anime Trending Awards erfolgte die Auszeichnung als beste Animeserie im Bereich Science-Fiction und Mecha sowie der Preis für das beste Drehbuch. Weiterhin wurde die Serie für einen Annie Award für das Storyboard sowie bei den The Game Awards als Beste Adaption nominiert.

### Auswirkungen
Im Zuge der Veröffentlichung der Serie stiegen die Verkaufs- und Spielerzahlen der RPG-Vorlage Cyberpunk 2077 stark an.